# 2014년 아시안 게임 수영
2014년 아시안 게임 수영은 2014년 아시안 게임의 경기 종목이다.

## 경기장
| 도시 | 경기장           | 원어명           | 로마자                        | 수용 인원 | 경기                             | 주석 |
| ---- | ---------------- | ---------------- | ----------------------------- | --------- | -------------------------------- | ---- |
| 인천 | 문학박태환수영장 | 文鶴朴泰桓水泳場 | Munhak Park Tae Hwan Swimming | 62,080    | 경영, 다이빙(예선, 준결승, 결승) |      |

## 메달리스트
남자
| 종목                      | 금                               | 은                           | 동                           |
| ------------------------- | -------------------------------- | ---------------------------- | ---------------------------- |
| 남자 50m 자유형 자세히    | 닝쩌타오 중국 (CHN)              | 시오우라 신리 일본 (JPN)     | 이토 켄타 일본 (JPN)         |
| 남자 100m 자유형 자세히   | 닝쩌타오 중국 (CHN)              | 시오우라 신리 일본 (JPN)     | 하라다 람마루 일본 (JPN)     |
| 남자 200m 자유형 자세히   | 하기노 고스케 일본 (JPN)         | 쑨양 중국 (CHN)              | 리윈치 중국 (CHN)            |
| 남자 400m 자유형 자세히   | 쑨양 중국 (CHN)                  | 하기노 고스케 일본 (JPN)     | 윈하오 중국 (CHN)            |
| 남자 1500m 자유형 자세히  | 쑨양 중국 (CHN)                  | 야마모토 고헤이 일본 (JPN)   | 왕커청 중국 (CHN)            |
| 남자 50m 배영 자세히      | 고가 준야 일본 (JPN)             | 이리에 료스케 일본 (JPN)     | 쉬자위 중국 (CHN)            |
| 남자 100m 배영 자세히     | 이리에 료스케 일본 (JPN)         | 쉬자위 중국 (CHN)            | 하기노 고스케 일본 (JPN)     |
| 남자 200m 배영 자세히     | 이리에 료스케 일본 (JPN)         | 쉬자위 중국 (CHN)            | 하기노 고스케 일본 (JPN)     |
| 남자 50m 평영 자세히      | 드미트리 발란딘 카자흐스탄 (KAZ) | 고세키 야스히로 일본 (JPN)   | 산딥 세즈왈 인도 (IND)       |
| 남자 100m 평영 자세히     | 드미트리 발란딘 카자흐스탄 (KAZ) | 고세키 야스히로 일본 (JPN)   | 리샹 중국 (CHN)              |
| 남자 200m 평영 자세히     | 드미트리 발란딘 카자흐스탄 (KAZ) | 고히나타 가즈키 일본 (JPN)   | 고세키 야스히로 일본 (JPN)   |
| 남자 50m 접영 자세히      | 쉬양 중국 (CHN)                  | 조지프 스쿨링 싱가포르 (SIN) | 양정두 대한민국 (KOR)        |
| 남자 100m 접영 자세히     | 조지프 스쿨링 싱가포르 (SIN)     | 리주하오 중국 (CHN)          | 이케바타 히로부미 일본 (JPN) |
| 남자 200m 접영 자세히     | 세토 다이야 일본 (JPN)           | 히라이 겐타 일본 (JPN)       | 조지프 스쿨링 싱가포르 (SIN) |
| 남자 200m 혼영 자세히     | 하기노 고스케 일본 (JPN)         | 후지모리 히로마사 일본 (JPN) | 왕순 중국 (CHN)              |
| 남자 400m 혼영 자세히     | 하기노 고스케 일본 (JPN)         | 양즈셴 중국 (CHN)            | 세토 다이야 일본 (JPN)       |
| 남자 4 x 100m 계영 자세히 | 중화인민공화국 (CHN)             | 일본 (JPN)                   | 홍콩 (HKG)                   |
| 남자 4 x 200m 계영 자세히 | 일본 (JPN)                       | 중화인민공화국 (CHN)         | 싱가포르 (SIN)               |
| 남자 400m 혼계영 자세히   | 일본 (JPN)                       | 중화인민공화국 (CHN)         | 우즈베키스탄 (UZB)           |

여자
| 종목                      | 금                         | 은                                 | 동                          |
| ------------------------- | -------------------------- | ---------------------------------- | --------------------------- |
| 여자 50m 자유형 자세히    | 천신이 중국 (CHN)          | 우치다 미키 일본 (JPN)             | 탕이 중국 (CHN)             |
| 여자 100m 자유형 자세히   | 선둬 중국 (CHN)            | 탕이 중국 (CHN)                    | 우치다 미키 일본 (JPN)      |
| 여자 200m 자유형 자세히   | 선둬 중국 (CHN)            | 이가사리 지히로 일본 (JPN)         | 탕이 중국 (CHN)             |
| 여자 400m 자유형 자세히   | 장위한 중국 (CHN)          | 비이룽 중국 (CHN)                  | 이가사리 지히로 일본 (JPN)  |
| 여자 800m 자유형 자세히   | 비이룽 중국 (CHN)          | 쉬단루 중국 (CHN)                  | 치다 아사미 일본 (JPN)      |
| 여자 50m 배영 자세히      | 푸위안후이 중국 (CHN)      | 예카테리나 루덴코 카자흐스탄 (KAZ) | 다케무라 미유키 일본 (JPN)  |
| 여자 100m 배영 자세히     | 푸위안후이 중국 (CHN)      | 예카테리나 루덴코 카자흐스탄 (KAZ) | 왕쉐얼 중국 (CHN)           |
| 여자 200m 배영 자세히     | 아카세 사야카 일본 (JPN)   | 천제 중국 (CHN)                    | 응우엔티안비엔 베트남 (VIE) |
| 여자 50m 평영 자세히      | 스즈키 사토미 일본 (JPN)   | 쒀란 중국 (CHN)                    | 허위제 중국 (CHN)           |
| 여자 100m 평영 자세히     | 스징린 중국 (CHN)          | 와타나베 가나코 일본 (JPN)         | 허윈 중국 (CHN)             |
| 여자 200m 평영 자세히     | 와타나베 가나코 일본 (JPN) | 가네토 리에 일본 (JPN)             | 스징린 중국 (CHN)           |
| 여자 50m 접영 자세히      | 루잉 중국 (CHN)            | 타오리 싱가포르 (SIN)              | 리우란 중국 (CHN)           |
| 여자 100m 접영 자세히     | 천신이 중국 (CHN)          | 루잉 중국 (CHN)                    | 타오리 싱가포르 (SIN)       |
| 여자 200m 접영 자세히     | 자오류양 중국 (CHN)        | 호시 나츠미 일본 (JPN)             | 나카노 미유 일본 (JPN)      |
| 여자 200m 혼영 자세히     | 예스원 중국 (CHN)          | 와타나베 가나코 일본 (JPN)         | 데라무라 미호 일본 (JPN)    |
| 여자 400m 혼영 자세히     | 예스원 중국 (CHN)          | 시미즈 사키코 일본 (JPN)           | 응우엔티안비엔 베트남 (VIE) |
| 여자 4 x 100m 계영 자세히 | 중화인민공화국 (CHN)       | 일본 (JPN)                         | 홍콩 (HKG)                  |
| 여자 4 x 200m 계영 자세히 | 일본 (JPN)                 | 중화인민공화국 (CHN)               | 홍콩 (HKG)                  |
| 여자 400m 혼계영 자세히   | 일본 (JPN)                 | 대한민국 (KOR)                     | 홍콩 (HKG)                  |

## 메달 순위
| 순위 | 국가           | 금메달 | 은메달 | 동메달 | 합계 |
| ---- | -------------- | ------ | ------ | ------ | ---- |
| 1    | 중화인민공화국 | 22     | 12     | 13     | 47   |
| 2    | 일본           | 12     | 21     | 13     | 46   |
| 3    | 카자흐스탄     | 3      | 2      | 0      | 5    |
| 4    | 싱가포르       | 1      | 2      | 3      | 6    |
| 5    | 대한민국       | 0      | 1      | 1      | 2    |
| 6    | 홍콩           | 0      | 0      | 4      | 4    |
| 7    | 베트남         | 0      | 0      | 2      | 2    |
| 8    | 인도           | 0      | 0      | 1      | 1    |
| 8    | 우즈베키스탄   | 0      | 0      | 1      | 1    |
| 총합 | 총합           | 38     | 38     | 38     | 114  |